# Oxira quadratum
Oxira quadratum är en fjärilsart som beskrevs av Jacob Hübner 1813. Oxira quadratum ingår i släktet Oxira och familjen nattflyn. Inga underarter finns listade i Catalogue of Life.